# Otterberger Wald

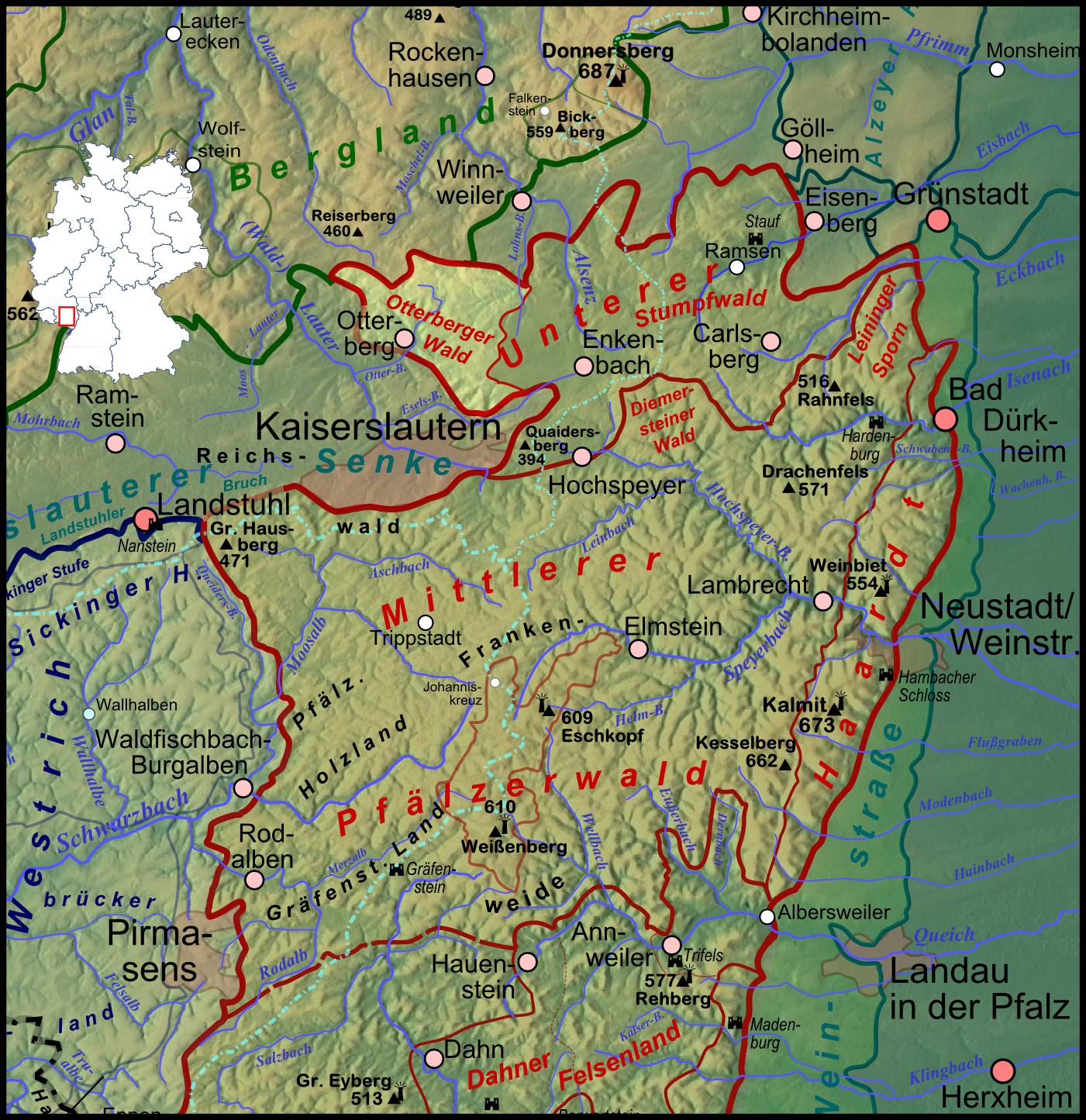
Otterberger Wald innerhalb des Pfälzerwaldes

Der Otterberger Wald ist ein insgesamt 38,1 Quadratkilometer umfassender Teilbereich des Pfälzerwaldes.

## Name
Der Name leitet sich von der Stadt Otterberg her, die sich an dessen Fuß ausbreitet und mit deren Waldgemarkung er zu großen Teilen identisch ist.

## Lage

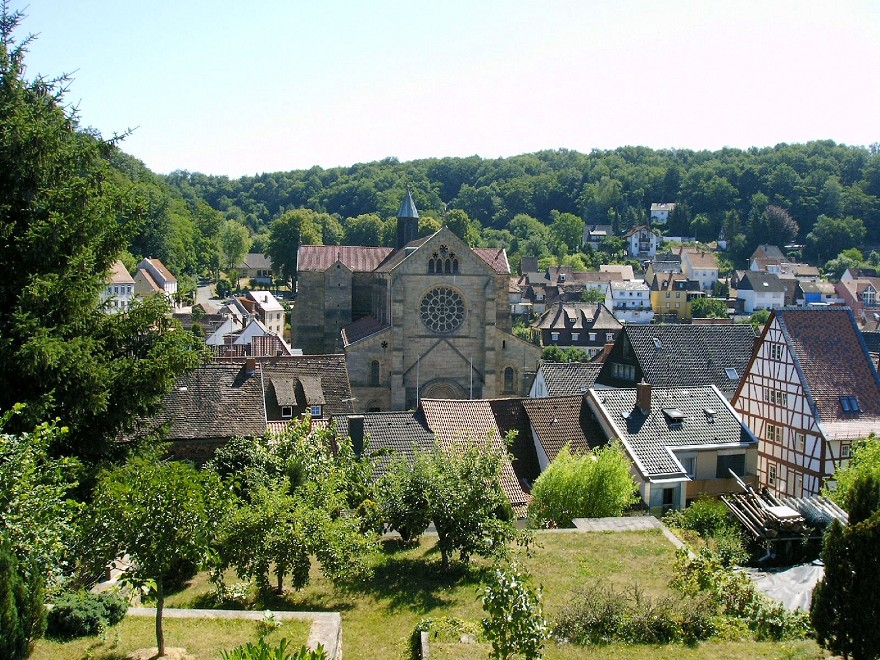
Otterberg am Fuß des Otterberger Waldes

Der Otterberger Wald bildet zusammen mit den Sembacher Platten und dem Stumpfwald den sogenannten unteren Pfälzerwald. Er ragt wie ein Keil in die Nachbarlandschaften St. Ingbert-Kaiserslauterer Senke und Nordpfälzer Bergland. Neben Otterberg haben ebenso Kaiserslautern, Mehlingen, Schneckenhausen, Heiligenmoschel und Höringen Anteil am Otterberger Wald. Die Besiedelung konzentriert sich auf die Randgebiete. Zu den Siedlungen im Inneren zählen Annexen der Stadt Otterberg wie der Drehenthalerhof, der Münchschwanderhof und der Weinbrunnerhof.

## Erhebungen
Erhebungen innerhalb des Otterberger Waldes sind unter anderem der Heidenkopf (419,6 m), der Eulenkopf (399,6 m), der Andreasberg (401,0 m), der Queitersberg (394,0 m), der Backofen (389,2 m), der Bruchberg (388,6 m), der Gersweilerkopf (378,9 m), der Großr Ohligkopf (377,6 m), der Einsiedlerberg (370,0 m), der Sulzberg (368,9 m) und der Schafkopf (271,8 m).

## Gewässer
Zentrales Fließgewässer ist der Otterbach, dessen Nebenflüsse, die er in seinem Oberlauf aufnimmt, ebenfalls Teil des Otterberger Waldes ist. Zudem entspringen dort der Horterbach, der über den Odenbach entwässert und der Höringerbach sowie dessen linker Zufluss Krebsbach, die zum Flusssystem Alsenz gehören. Seen innerhalb des Otterberger Waldes sind der Katzenwoog und der Sixmeisterwoog.

## Besonderheit
Im Gegensatz zu den meisten Teilbereichen des Pfälzerwaldes gehört er nicht zum Naturpark Pfälzerwald beziehungsweise zum Biosphärenreservat Pfälzerwald-Vosges du Nord.

## Wanderwege
Durch den Otterberger Wald verlaufen der mit einem roten Balken markierte Fernwanderweg Donnersberg–Donon. Mitten durch das Siedlungsgebiet von Otterberg führen ein solcher, der mit einem blau-gelben Balken gekennzeichnet und von Lauterecken nach Sankt Germanshof verläuft sowie einer, der mit einem grün-gelben Balken markiert ist, der von Kirchheimbolanden bis nach Hirschthal führt. 